# Monarchenhügel

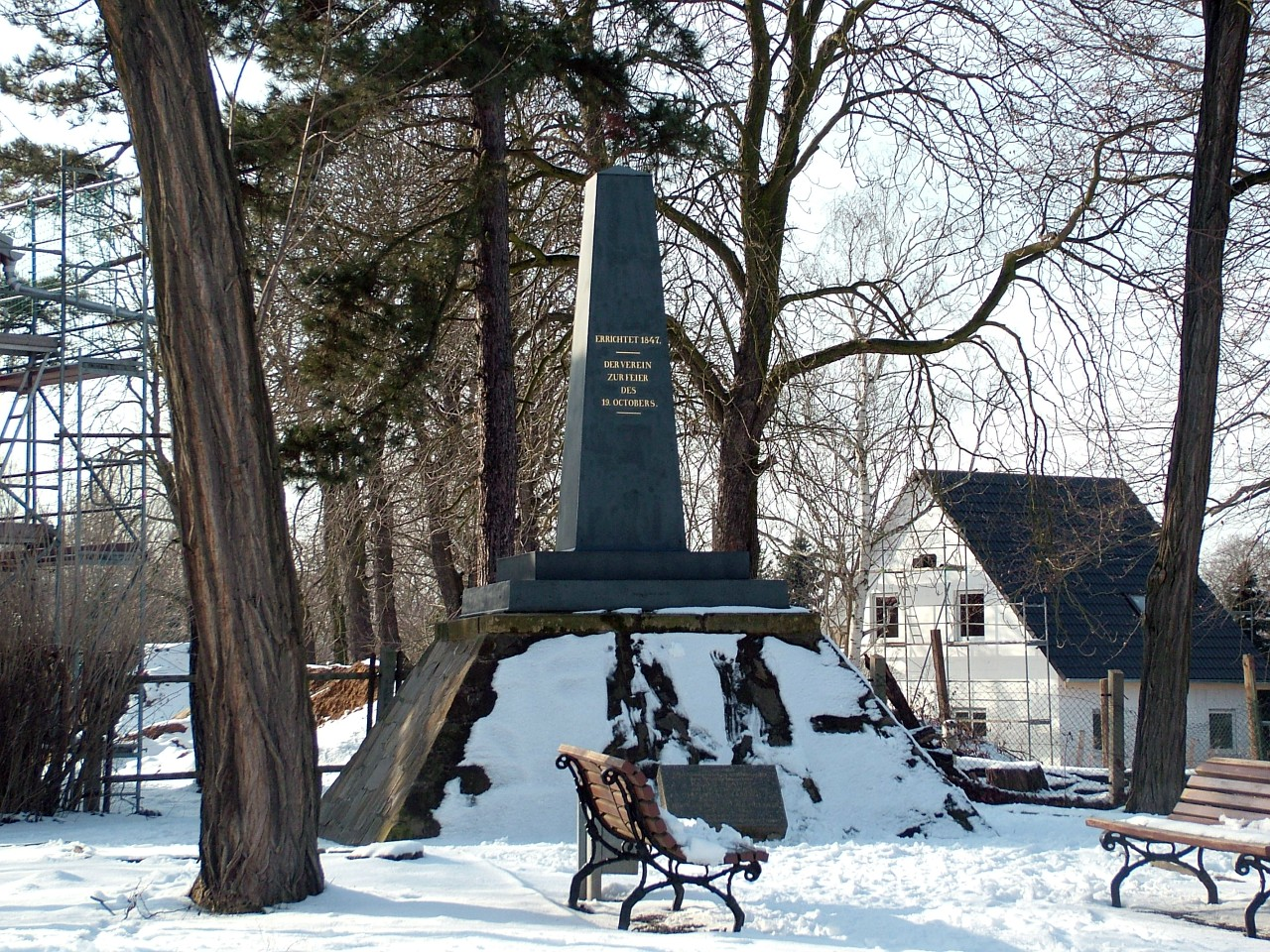
Denkmal in Form eines schwarzen Obelisken auf dem Monarchenhügel

Der Monarchenhügel ist mit 159 Metern über NN die zweithöchste natürliche Erhebung im Leipziger Stadtgebiet nach dem Galgenberg in Liebertwolkwitz mit 163 Metern. Er liegt im Südosten der Stadt, östlich des Stadtteils Meusdorf in einem Bereich, der zum Stadtteil Liebertwolkwitz gehört und ist weitestgehend bebaut. Er trägt ein Denkmal, das an die Völkerschlacht bei Leipzig erinnert, als die drei alliierten Monarchen von hier aus den Schlachtenverlauf beobachteten und von Napoleons Rückzug erfuhren.

## Das Denkmal
Das Denkmal auf dem Monarchenhügel ist ein über zwei Meter hoher schwarzer Obelisk aus gusseisernen Platten. Er ruht auf einem zweistufigen Piedestal aus dem gleichen Material. Das Ganze ist auf einem pyramidenstumpfförmigen Sockel aus zementverputzten Feldsteinen mit einem oberen Abschluss aus Sandstein aufgebaut.
Die Inschriften am Obelisk lauten auf der Westseite „18. OCTOBER 1813“ und auf der Ostseite „ERRICHTET 1847. DER VEREIN ZUR FEIER DES 19. OCTOBERS“. Am Fuß des Denkmals befindet sich eine Steinplatte mit der Inschrift „Hier verweilten in der Schlacht bei Leipzig am 18. Oktober 1813 die verbündeten Monarchen KAISER FRANZ I. von OESTERREICH | KAISER ALEXANDER von RUSSLAND | KOENIG FRIEDR. WILHELM III. von PREUSSEN und waren Zeugen der ausserordentlichen Tapferkeit ihrer Truppen.“

## Geschichte

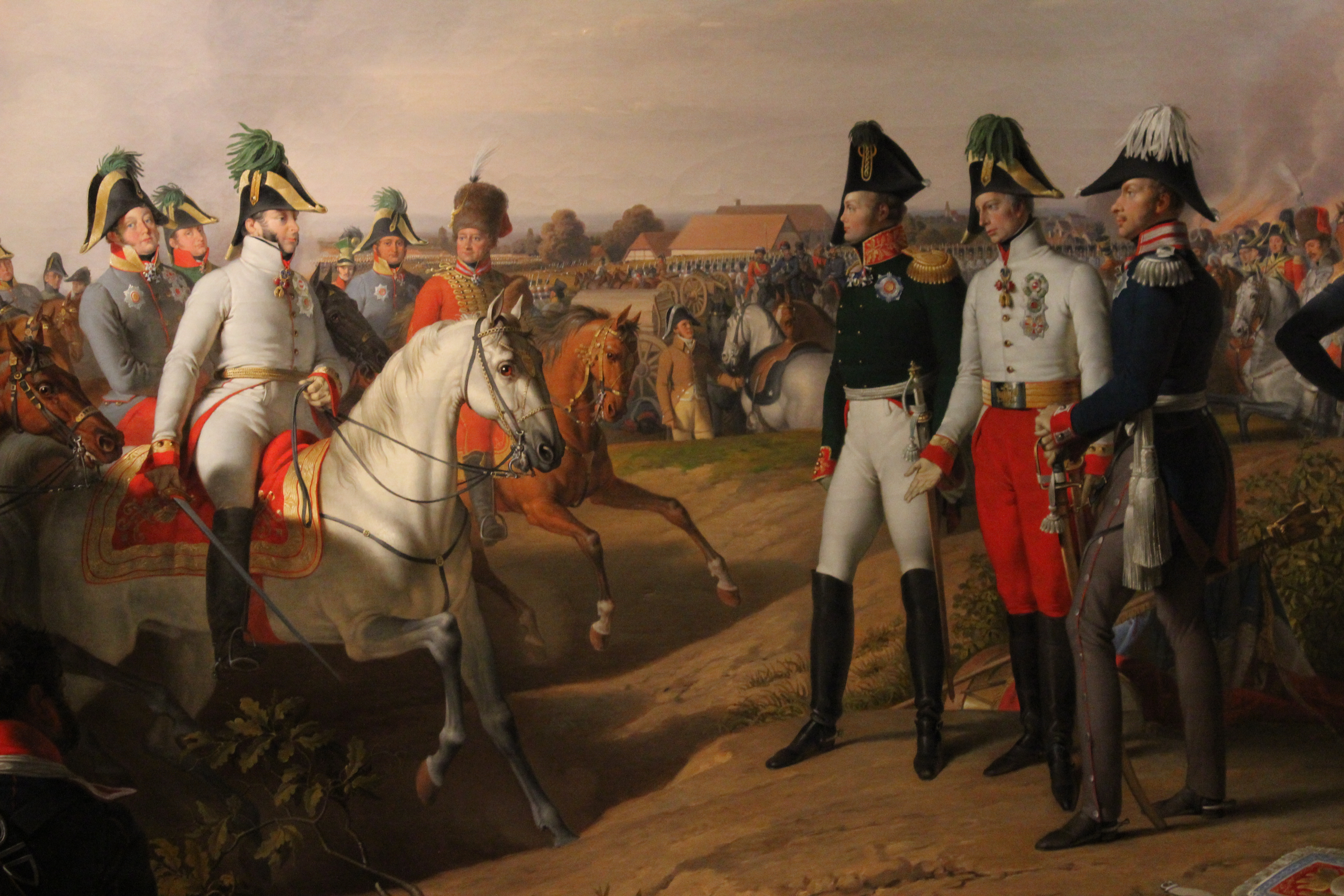
Schwarzenberg meldet den Monarchen Alexander I. (links), Franz I. (Mitte) und Friedrich Wilhelm III. am Monarchenhügel die Niederlage Napoleons in der Völkerschlacht. Kopie eines Gemäldes von Johann Peter Krafft 1817.

Am 18. Oktober 1813 beobachteten von dem Hügel aus die drei verbündeten Monarchen Kaiser Franz I. von Österreich, Kaiser Alexander I. von Russland und König Friedrich Wilhelm III. von Preußen zusammen mit dem Oberbefehlshaber Karl Philipp Fürst zu Schwarzenberg den Verlauf der Schlacht. Letzterer erteilte am Abend die Order für den nächsten Tag. Eingehende Meldungen über die bisher erzielten Erfolge kündeten die bevorstehende Niederlage Napoleons an, dessen Truppen bereits mit dem Rückzug nach Westen begonnen hatten.
Ein Jahr darauf, am 18. Oktober 1814, hielten aus Frankreich rückkehrende russische Truppen ein Seelenamt für die im Vorjahr gefallenen Soldaten ab. Zahlreiche einheimische Bürger beteiligten sich an der festlichen Andacht auf dem noch namenlosen Hügel, für den sich bald der Name Monarchenhügel einbürgerte. 1824 regten der russische Generalkonsul Wilhelm von Freygang, der Leipziger Ratsherr Christian Ludwig Stieglitz und der sächsische Militärhistoriker Carl Heinrich Aster an, auf dem Monarchenhügel eine Totengedenkstätte in Form einer gotischen Kapelle zu errichten. Zwanzig Jahre später griff der Verein zur Feier des 19. Oktober den Vorschlag, zumindest den Ort betreffend, auf und errichtete ein Denkmal auf dem noch unbebauten Monarchenhügel, das am 19. Oktober 1847 eingeweiht wurde. Es war das erste größere Erinnerungsmal für die Völkerschlacht in der Leipziger Gegend. Es hatte schon die Form des heutigen Denkmals und bestand aus Eisengussplatten und nicht aus Sandstein, wie mancherorts beschrieben wird. Bis zum 50. Jahrestag der Völkerschlacht zeigen die Abbildungen das Denkmal zu ebener Erde, dann erst kam der Feldsteinunterbau.

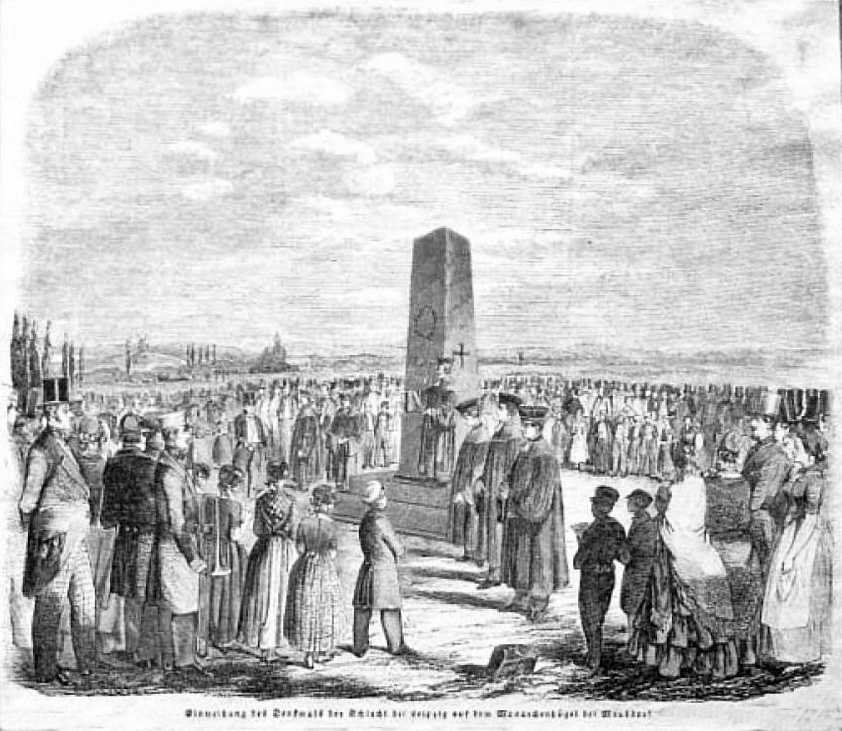
Die Einweihung des Denkmals 1847
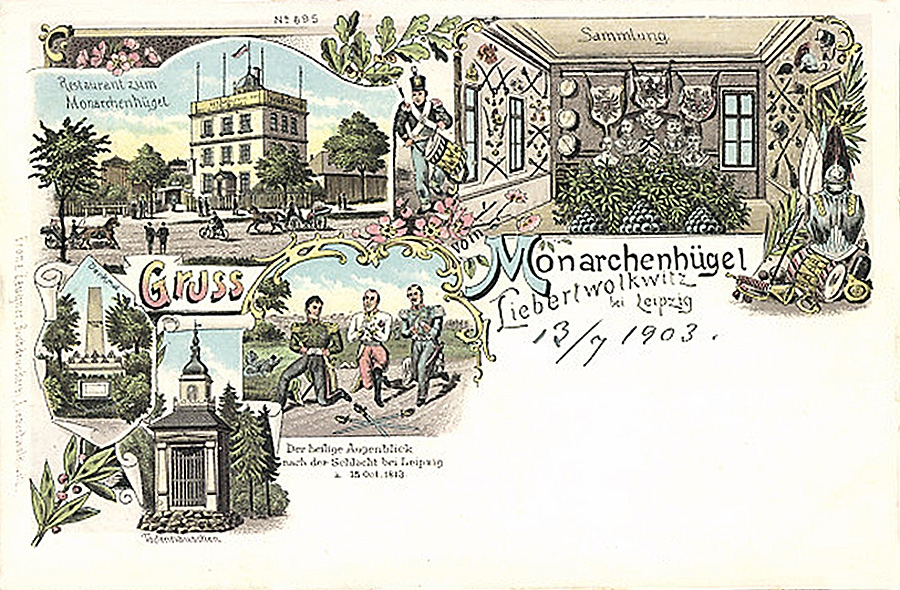
Die „Gaststätte zum Monarchenhügel“
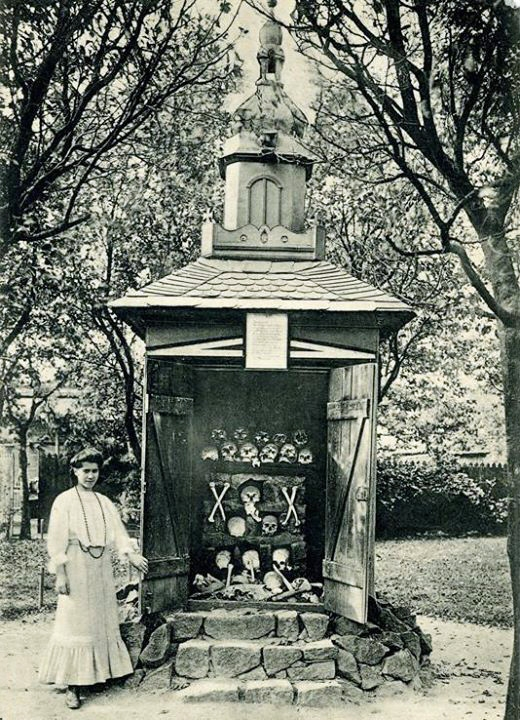
Die Präsentation der Gebeine

Im Laufe des über 150-jährigen Bestehens gab es einige Veränderungen. Von den Seitenplatten verschwanden Symbole wie ein goldener Siegerkranz, ein verschlungenes Händepaar, das Auge Gottes und ein Kreuz. Einige Zeit waren auf dem Sockelpodest 126 Kanonenkugeln verschiedenen Kalibers angebracht und die Anlage eingefriedet durch mit Ketten verbundene meterhohe mit Kanonenkugeln verzierte Sandsteinsäulen. Diese Einfriedung wurde bei der Renovierung 1952/1953 beseitigt. Die letzte Renovierung fand 2002 statt, bei der einige Teile neu gefertigt werden mussten.
Bis zum Jahr 1940 wurde an der vorbeiführenden Straße das „Gasthaus zum Monarchenhügel“ betrieben, in dem auch eine Erinnerungssammlung bestand. Im Garten des Gasthauses gab es einen kleinen Gedächtnisbau, in dem etwa von 1820 bis 1900 in den Sommermonaten Gebeine von Gefallenen der Völkerschlacht zur Schau gestellt wurden.